# Aspilota chinganica
Aspilota chinganica är en stekelart som beskrevs av Sergey A. Belokobylskij 2007. Aspilota chinganica ingår i släktet Aspilota och familjen bracksteklar. Inga underarter finns listade.